# 本杰明·班纳克圆环
本杰明·班纳克圆环（Benjamin Banneker Circle）是美国华盛顿哥伦比亚特区西南区的一个交通环岛。其名称得名于黑人天文学家和历书作者本杰明·班纳克。1791年，班纳克协助了哥伦比亚特区边界的初步调查。圆环靠近朗方长廊南端，395号州际公路和缅因大道交汇处.本杰明·班纳克公园在环岛内。